# Robert Whittaker (MMA)
Pour les articles homonymes, voir Robert Whittaker et Whittaker.
Robert John Whittaker, né le 20 décembre 1990 à Auckland en Nouvelle-Zélande, est un pratiquant néo-zélandais d'arts martiaux mixtes (MMA). Après avoir remporté le titre intérimaire des poids-moyens de l'Ultimate Fighting Championship, face au cubain Yoel Romero lors de l'UFC 213, il devient le champion indisputé des poids moyens lorsque Georges St-Pierre abandonne son titre pour des raisons de santé. Son règne prend fin le 6 octobre 2019, lors de l'UFC 243, lorsqu'il est mis KO au 2e round par Israel Adesanya.

## Palmarès en arts martiaux mixtes

### Distinctions
- Ultimate Fighting Championship
  - Champion des poids moyens de l'UFC (2017-2019)
  - Vainqueur de The Ultimate Fighter: The Smashes
  - Combat de la soirée (quatre fois) (contre Clint Hester, contre Derek Brunson, deux fois contre Yoel Romero)
  - Performance de la soirée (quatre fois)

### Historique des combats
| 35 combats     | 26 victoires | 9 défaites |
| Par KO         | 10           | 3          |
| Par soumission | 5            | 2          |
| Sur décision   | 11           | 4          |

| Résultat | Record | Adversaire        | Méthode                                        | Événement                                | Date             | Round | Temps | Lieu                              | Notes                                                                                     |
| -------- | ------ | ----------------- | ---------------------------------------------- | ---------------------------------------- | ---------------- | ----- | ----- | --------------------------------- | ----------------------------------------------------------------------------------------- |
| Défaite  | 26-9   | Reinier de Ridder | Décision partagée                              | UFC sur ABC : Whittaker contre de Ridder | 26 juillet 2025  | 5     | 5:00  | Abu Dhabi, Émirats Arabes Unis    |                                                                                           |
| Défaite  | 26-8   | Khamzat Chimaev   | Soumission (clé de mâchoire)                   | UFC 308                                  | 26 octobre 2024  | 1     | 3:34  | Abou Dhabi, Émirats arabes unis   |                                                                                           |
| Victoire | 26-7   | Ikram Aliskerov   | KO (uppercut et coups de poing)                | UFC Fight Night: Whittaker vs. Aliskerov | 22 juin 2024     | 1     | 1:49  | Riyad, Arabie saoudite            | Performance de la soirée.                                                                 |
| Victoire | 25-7   | Paulo Costa       | Décision unanime                               | UFC 298: Volkanovski vs. Topuria         | 17 février 2024  | 3     | 5:00  | Anaheim, Californie, États-Unis   |                                                                                           |
| Défaite  | 24-7   | Dricus du Plessis | TKO (coups de poing)                           | UFC 290: Volkanovski vs. Rodríguez       | 8 juillet 2023   | 2     | 2:23  | Las Vegas, Nevada, États-Unis     |                                                                                           |
| Victoire | 24-6   | Marvin Vettori    | Décision unanime                               | UFC Fight Night : Gane vs. Tuivasa       | 3 septembre 2022 | 3     | 5:00  | Paris, France                     |                                                                                           |
| Défaite  | 23-6   | Israel Adesanya   | Décision unanime                               | UFC 271: Adesanya vs. Whittaker 2        | 12 février 2022  | 5     | 5:00  | Houston, Texas, États-Unis        | Pour le titre des poids moyens de l’UFC.                                                  |
| Victoire | 23-5   | Kelvin Gastelum   | Décision unanime                               | UFC on ESPN: Whittaker vs. Gastelum      | 17 avril 2021    | 5     | 5:00  | Las Vegas, Nevada, États-Unis     | Combat de la soirée.                                                                      |
| Victoire | 22-5   | Jared Cannonier   | Décision unanime                               | UFC 254                                  | 24 octobre 2020  | 3     | 5:00  | Abou Dabi, Émirats arabes unis    |                                                                                           |
| Victoire | 21-5   | Darren Till       | Décision unanime                               | UFC on ESPN: Whittaker vs. Till          | 25 juillet 2020  | 5     | 5:00  | Abou Dabi, Émirats arabes unis    |                                                                                           |
| Défaite  | 20-5   | Israel Adesanya   | KO (coups de poing)                            | UFC 243: Whittaker vs. Adesanya          | 5 octobre 2019   | 2     | 3:33  | Melbourne, Australie              | Perd le titre des poids moyens de l'UFC.                                                  |
| Victoire | 20-4   | Yoel Romero       | Décision partagée                              | UFC 225: Whittaker vs Romero II          | 9 juin 2018      | 5     | 5:00  | Chicago, Illinois, États-Unis     | Romero rate la pesée (84kg). Combat de la soirée                                          |
| Victoire | 19-4   | Yoel Romero       | Décision unanime                               | UFC 213: Romero vs Whittaker             | 8 juillet 2017   | 5     | 5:00  | Las Vegas, Nevada, États-Unis     | Remporte le titre intérimaire de champion des poids moyens de l'UFC. Combat de la soirée. |
| Victoire | 18-4   | Ronaldo Souza     | TKO (coup de pied à la tête et coups de poing) | UFC on Fox: Johnson vs. Reis             | 15 avril 2017    | 2     | 3:28  | Kansas City, Missouri, États-Unis | Performance de la soirée.                                                                 |
| Victoire | 17-4   | Derek Brunson     | TKO (coup de pied à la tête et coups de poing) | UFC Fight Night: Whittaker vs. Brunson   | 26 novembre 2016 | 1     | 4:07  | Melbourne, Australie              | Combat de la soirée. Performance de la soirée.                                            |
| Victoire | 16-4   | Rafael Natal      | Décision unanime                               | UFC 197: Jones vs. Saint Preux           | 23 avril 2016    | 3     | 5:00  | Las Vegas, Nevada, États-Unis     |                                                                                           |
| Victoire | 15-4   | Uriah Hall        | Décision unanime                               | UFC 193: Rousey vs. Holm                 | 14 novembre 2015 | 3     | 5:00  | Melbourne, Australie              |                                                                                           |
| Victoire | 14-4   | Brad Tavares      | KO (coups de poing)                            | UFC Fight Night: Miocic vs. Hunt         | 10 mai 2015      | 1     | 0:44  | Adélaïde, Australie               | Performance de la soirée.                                                                 |
| Victoire | 13-4   | Clint Hester      | TKO (coup de genou et coups de poing)          | UFC Fight Night: Rockhold vs. Bisping    | 7 novembre 2014  | 2     | 2:43  | Sydney, Australie                 | Début en poids moyens. Combat de la soirée.                                               |
| Victoire | 12-4   | Mike Rhodes       | Décision unanime                               | UFC Fight Night: Te Huna vs. Marquardt   | 28 juin 2014     | 3     | 5:00  | Auckland, Nouvelle-Zélande        |                                                                                           |
| Défaite  | 11-4   | Stephen Thompson  | TKO (coups de poing)                           | UFC 170: Rousey vs. McMann               | 22 février 2014  | 1     | 3:43  | Las Vegas, Nevada, États-Unis     |                                                                                           |
| Défaite  | 11-3   | Court McGee       | Décision partagée                              | UFC Fight Night: Condit vs. Kampmann II  | 28 août 2013     | 3     | 5:00  | Indianapolis, Indiana, États-Unis |                                                                                           |
| Victoire | 11-2   | Colton Smith      | TKO (coups de poing)                           | UFC 160: Velasquez vs. Silva II          | 25 mai 2013      | 3     | 0:41  | Las Vegas, Nevada, États-Unis     |                                                                                           |
| Victoire | 10-2   | Brad Scott        | Décision unanime                               | UFC on FX: Sotiropoulos vs. Pearson      | 15 décembre 2012 | 3     | 5:00  | Gold Coast, Australie             | Remporte l'édition "The Smashes" de The Ultimate Fighter.                                 |
| Défaite  | 9-2    | Jesse Juarez      | Décision unanime                               | Cage Fighting Championships 21           | 18 mai 2012      | 5     | 5:00  | Sydney, Australie                 |                                                                                           |
| Victoire | 9-1    | Shaun Spooner     | TKO (coups de poing)                           | Superfight Australia 13                  | 23 mars 2012     | 1     | 4:01  | Perth, Australie                  |                                                                                           |
| Victoire | 8-1    | Ian Bone          | TKO (coups de poing)                           | Cage Fighting Championships 19           | 9 décembre 2011  | 1     | 3:15  | Sydney, Australie                 |                                                                                           |
| Défaite  | 7-1    | Hoon Kim          | Soumission (étranglement en triangle)          | Legend Fighting Championship 6           | 30 octobre 2011  | 1     | 3:01  | Macao                             |                                                                                           |
| Victoire | 7-0    | Corey Nelson      | Soumission (clé de bras)                       | Cage Fighting Championships 18           | 26 août 2011     | 1     | 4:40  | Sydney, Australie                 |                                                                                           |
| Victoire | 6-0    | Ben Alloway       | Soumission (étranglement arrière)              | Cage Fighting Championships 17           | 3 juin 2011      | 1     | 4:07  | Gold Coast, Australie             |                                                                                           |
| Victoire | 5-0    | Nate Thomson      | Soumission (étranglement arrière)              | Cage Fighting Championships 15           | 8 octobre 2010   | 1     | 2:21  | Sydney, Australie                 |                                                                                           |
| Victoire | 4-0    | Jay Cobain        | Soumission (clé de bras)                       | Cage Fighting Championships 14           | 5 juin 2010      | 1     | 0:32  | Sydney, Australie                 |                                                                                           |
| Victoire | 3-0    | Nick Ariel        | KO (coup de poing)                             | Cage Fighting Championships 12           | 12 mars 2010     | 1     | 2:50  | Sydney, Australie                 |                                                                                           |
| Victoire | 2-0    | Richard Walsh     | Soumission (étranglement arrière)              | Cage Fighting Championships 11           | 20 novembre 2009 | 1     | 2:40  | Sydney, Australie                 |                                                                                           |
| Victoire | 1-0    | Chris Tallowin    | TKO (coups de poing)                           | XFC 14                                   | 14 mars 2009     | 1     | NC    | Perth, Australie                  |                                                                                           |

## Vie privée
Robert Whittaker est marié avec sa femme Sofia. Ils ont 3 garçons et 1 fille. 